# Saʿd ʿAbd al-ʿAzīz Āl Saʿūd
Saʿd ʿAbd al-ʿAzīz Āl Saʿūd (in arabo سعد بن عبد العزيز ال سعود‎?; Riyad, 15 dicembre 1915 – Gedda, 23 luglio 1993) è stato un politico saudita, membro della famiglia reale Āl Saʿūd.
È stato Governatore della Provincia di ʿAsīr e presidente del consiglio della famiglia reale. Il Consiglio è stato creato per occuparsi dei membri della famiglia reale saudita e non è collegato alle questioni politiche.

## Primi anni di vita ed educazione
Il principe Saʿd è nato a Riyad nel 1915, settimo figlio di re ʿAbd al-ʿAzīz. Tuttavia esistono anche altre fonti che indicano come anno di nascita il 1920. Sua madre era Jawhara bint Saʿd al-Sudayrī. Jawhara bint Saʿd era la sorella di Hāya bint Saʿd, che era sposata con re ʿAbd al-ʿAzīz. Il principe Saʿd aveva due fratelli germani, Musāʿid e ʿAbd al-Muḥsin e una sorella germana, al-Bandarī.

## Carriera militare
Il principe Saʿd ha esordito in guerra nella battaglia di Sabilla contro gli Ikhwan che si è verificata nel 1929, e fu ferito gravemente con armi da fuoco al ginocchio durante lo scontro. L'infortunio ha costretto suo zio il principe Muḥammad bin ʿAbd al-Raḥmān, che partecipava alla battaglia, a metterlo in salvo; in seguito si è trasferito a Ta'if e lì rimase un mese per le cure. Dopo le cure, il padre lo mandò di nuovo con il principe Muḥammad ad addestrarsi maggiormente sulle tecniche di guerra fino al 1931 quando suo padre decise di nominarlo vice comandante nella battaglia di Jizan, che si concluse con la vittoria e l'unificazione del Regno nel 1932.

## Emirato e provincia di Khamis Mushayt
Dopo la battaglia di Jizan e l'unificazione del Regno, fu nominato dal padre il governatore della provincia di Khamis Mushait, ed era al tempo diciottenne. Nel 1935, Saʿd ha lavorato per proteggere Khamis Mushayt dagli attacchi da parte del Regno Mutawakkilita dello Yemen, al tempo della guerra saudita-yemenita. Saʿd ha inviato 400 uomini a sud-ovest di Khamis Mushayt, e a causa degli attacchi in corso da parte degli yemeniti, il re gli fornì più armi e munizioni e, quando gli yemeniti si resero conto dell'arrivo degli aiuti, la battaglia si trasformò in una grande sconfitta e decisero di arrendersi.

## Emirato di ʿAsīr
Nel 1941, il principe Saʿd è stato nominato sovrano dell'Emirato di ʿAsīr. La provincia, sotto Saʿd, ha conosciuto un rinascimento urbano integrato; furono perforati e scavati nuovi pozzi e incoraggiati commercio ed edilizia. La regione ha visto anche, alla fine del suo regno, la costruzione di numerose dighe per sfruttare l'acqua piovana. Saʿd sviluppò la difesa aerea, con l'aiuto dell'allora ministro della Difesa Mansur bin Abd al-Aziz Al Sa'ud, che inviò aerei civili e militari nel 1940 e nel 1950. Mantenne l'incarico fino al 1960 quando fu nominato vice ministro dell'Interno per gli Affari di Sicurezza. Terminò il mandato nel 1987.

## Successione
Il principe Saʿd e il principe Nāṣer erano più anziani del principe Fahd quando quest'ultimo fu nominato principe ereditario nel 1975. Tuttavia entrambi sono stati considerati come contendenti deboli a causa del loro essere relativamente meno esperti di cosa pubblica.

## Vita personale
Al principe Saʿd non è stata data una posizione politica significativa a causa del suo carattere debole, come quello del fratellastro Bandar. Suo figlio, Muḥammad bin Saʿd, è stato consigliere del defunto principe Nāyef e Vice Governatore della provincia di Riyad. Un altro figlio, ʿAbd al-ʿAzīz, è Vice Governatore della provincia di Ha'il.

## I matrimoni
Le mogli del principe sono state:
- Principessa Wāḍḥā al-Ḥamūd al-Fayṣal al-Ḥamūd al-ʿObayd al-Rashīd al-Shammārī (madre di Fayṣal e ʿAbd al-ʿAzīz);
- Principessa Mūḍā bint ʿAlī al-Ḥamūd al-Subhān al-Shammār (madre di Fahd, al-Jawhara e Nūra);
- Principessa Munīra bint Fahād bin Khudhayfa bin Fahād al-Qaḥṭānī (madre di Saʿūd);
- Principessa Wāḍḥā bint Malhī al-Qaḍʿān al-Iryānī al-Ajmī, scomparsa nell'agosto 2012 a 85 anni[8] (madre di Khālid);
- Principessa Jazwa bint Saʿūd bin Kharṣān al-Samer al-Ajmī, (madre di Muḥammad);
- Principessa Nūra ʿAbd al-Laṭīf b. Fayṣal Nāder Shāh, (madre di ʿAbd Allāh, Sulṭān e Laṭīfa);
- Principessa Mahrā bint ʿAlī b. Shāhir al-Shahrī.

## Parentele
La figlia al-Jawhara è sposata con il principe Sulṭān bin Muḥammad bin Saʿūd al-Kabīr.

## Morte
Saʿd è rimasto capo del Consiglio di Casa Saʿūd fino alla morte, avvenuta a Jeddah il 23 luglio 1993. È sepolto a La Mecca.